# Họ Rẽ quạt
Họ Rẽ quạt (danh pháp khoa học: Pectinidae) là một họ thân mềm hai mảnh vỏ thuộc bộ Pectinoida. Mặc dù vậy, nhiều loài trong họ này thường được gọi với tên thông dụng là "điệp" hay "sò điệp" (scallop, /ˈskɒləp/ hoặc /ˈskæləp/), như nhiều loài khác thuộc bộ Pectinida, bao gồm cả họ Điệp (Placunidae) thực sự.

## Phân loại
Pectinidae là nhóm Pectinoidea đa dạng nhất hiện nay trong các đại dương. Đây là một trong những họ thân mềm hai mảnh vỏ hải sinh lớn nhất với hơn 300 loài còn sinh tồn trong 60 chi.

### Các chi

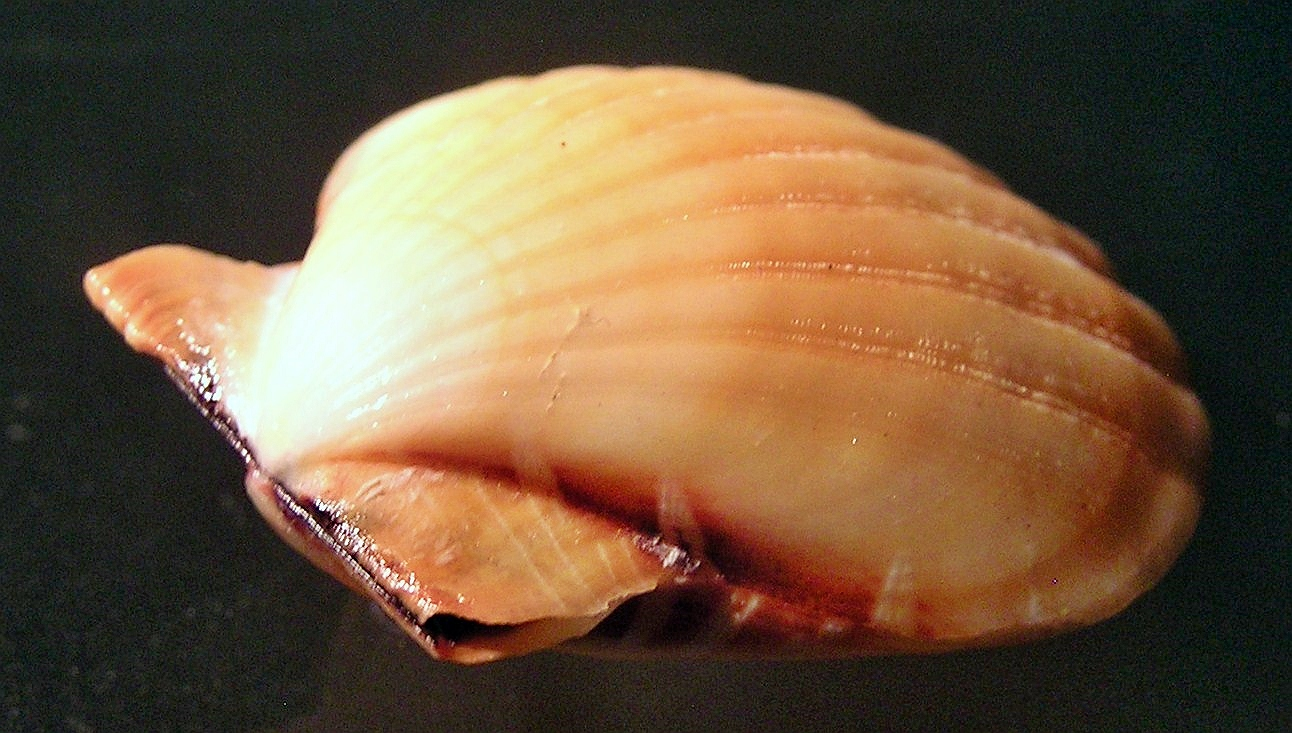
Bractechlamys vexillum

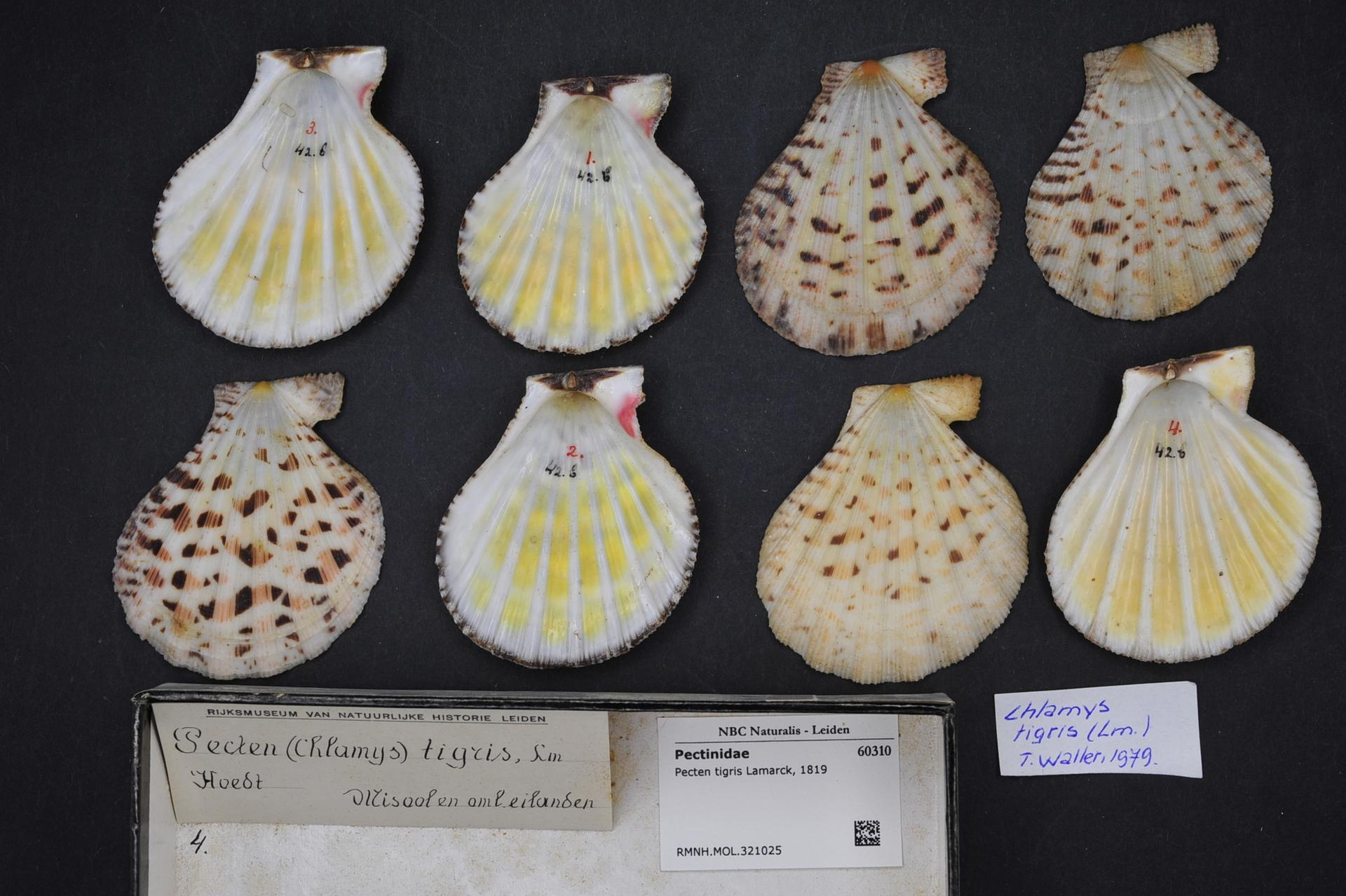
Pecten tigris Lamarck, 1819, museum specimens

- Phân họ Camptonectinae Habe, 1977[2]
  - Camptonectes Agassiz, 1864
  - Ciclopecten Seguenza, 1877
  - Delectopecten Stewart, 1920
  - Hyalopecten A. E. Verrill, 1897
  - Pseudohinnites Dijkstra, 1989
  - Sinepecten  Schein, 2006
- Phân họ Palliolinae Korbkov in Eberzin, 1960
  - Tribe Adamussiini Habe, 1977
    - Adamussium Thiele, 1934
    - Antarctipecten Beu & Taviani, 2013 †
    - Duplipecten Marwick, 1928 †
    - Lentipecten Marwick, 1928 †
    - Leoclunipecten Beu & Taviani, 2013 †
    - Ruthipecten Beu & Taviani, 2013 †

  - Tông Eburneopectinini T. R. Waller, 2006 †
    - Eburneopecten Conrad, 1865 †

  - Tông Mesopeplini T. R. Waller, 2006
    - Kaparachlamys Boreham, 1965 †
    - Mesopeplum Iredale, 1929
    - Phialopecten Marwick, 1928 †
    - Sectipecten Marwick, 1928 †
    - Towaipecten Beu, 1995 †

  - Tông Palliolini Waller, 1993
    - Karnekampia H. P. Wagner, 1988
    - Lissochlamys Sacco, 1897
    - Palliolum Monterosato, 1884
    - Placopecten Verrill, 1897
    - Pseudamussium Mörch, 1853

  - Tông Serripectinini T. R. Waller, 2006 †
    - Janupecten Marwick, 1928 †
    - Serripecten Marwick, 1928 †
- Phân họ Pectininae
  - Tông Aequipectinini F. Nordsieck, 1969
    - Aequipecten P. Fischer, 1886
    - Argopecten Monterosato, 1889
    - Cryptopecten Dall, Bartsch & Rehder, 1938
    - Flexopecten Sacco, 1897
    - Haumea Dall, Bartsch & Rehder, 1938
    - Leptopecten Verrill, 1897
    - Volachlamys Iredale, 1939

  - Tông Amusiini Ridewood, 1903
    - Amusium Röding, 1798
    - Dentamussium Dijkstra, 1990
    - Euvola Dall, 1898
    - Leopecten Masuda, 1971
    - Ylistrum Mynhardt & Alejandrino, 2014

  - Tông Austrochlamydini Jonkers, 2003
    - Austrochlamys Jonkers, 2003

  - Tông Decatopectinini Waller, 1986
    - Anguipecten Dall, Bartsch & Rehder, 1938
    - Antillipecten T. R. Waller, 2011 T. R. Waller, 2011
    - Bractechlamys Iredale, 1939
    - Decatopecten Rüppell in G. B. Sowerby II, 1839
    - Excellichlamys Iredale, 1939
    - Glorichlamys Dijkstra, 1991
    - Gloripallium Iredale, 1939
    - Juxtamusium Iredale, 1939
    - Lyropecten Conrad, 1862
    - Mirapecten Dall, Bartsch & Rehder, 1938
    - Nodipecten Dall, 1898

  - Tông Pectinini Wilkes, 1810
    - Annachlamys Iredale, 1939
    - †Fascipecten  Freneix, Karache & Salvat 1971
    - †Gigantopecten Rovereto, 1899
    - Minnivola Iredale, 1939
    - †Oopecten Sacco, 1897
    - †Oppenheimopecten Teppner, 1922
    - Pecten Müller, 1776
    - Serratovola Habe, 1951
- Phân họ Pedinae Bronn, 1862
  - Tông Chlamydini von Teppner, 1922
    - Austrohinnites Beu & Darragh, 2001 †
    - Azumapecten Habe, 1977
    - Chesapecten Ward & Blackwelder, 1975 †
    - Chlamys Röding, 1798
    - Chokekenia Santelli & del Río, 2018 †
    - Ckaraosippur Santelli & del Río, 2019 †
    - Complicachlamys Iredale, 1939
    - Coralichlamys Iredale, 1939
    - Dietotenhosen Santelli & del Río, 2019 †
    - Equichlamys Iredale, 1929
    - Hemipecten A. Adams & Reeve, 1849
    - Hinnites Deference, 1821
    - Laevichlamys Waller, 1993
    - Manupecten Monterosato, 1872
    - Moirechlamys Santelli & del Río, 2018 †
    - Notochlamys Cotton, 1930
    - Pascahinnites Dijkstra & Raines, 1999
    - Pixiechlamys Santelli & del Río, 2018 †
    - Praechlamys Allasinaz, 1972 †
    - Scaeochlamys Iredale, 1929
    - Semipallium Jousseaume in Lamy, 1928

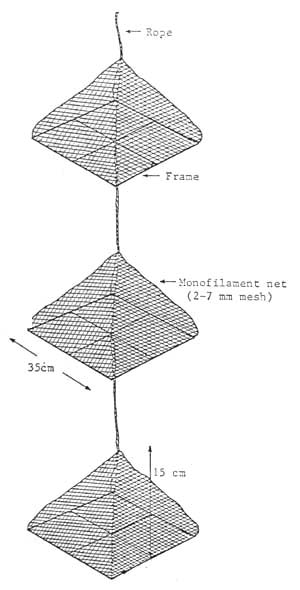
Pearl nets used to grow spat to juveniles in scallop aquaculture

    - Swiftopecten Hertlein, 1936
    - Talochlamys Iredale, 1929
    - Veprichlamys Iredale, 1929
    - Yabepecten Masuda, 1963 †
    - Zygochlamys Ihering, 1907

  - Tông Crassadomini Waller, 1993
    - Caribachlamys Waller, 1993
    - Crassadoma Bernard, 1986

  - Tông Fortipectinini Masuda, 1963
    - Fortipecten Yabe & Hatai, 1940 †
    - Kotorapecten Masuda, 1962 †
    - Masudapecten Akiyama, 1962 †
    - Mizuhopecten Masuda, 1963
    - Nipponopecten Masuda, 1962 †
    - Patinopecten Dall, 1898

  - Tông Mimachlamydini Waller, 1993
    - Mimachlamys Iredale, 1929
    - Spathochlamys Waller, 1993

  - Tông Pedini Bronn, 1862
    - Pedum Bruguière, 1792
- Phân họ incertae sedis
  - Agerchlamys Damborenea, 1993 †
  - Athlopecten Marwick, 1928 †
  - Camptochlamys Arkell, 1930 †
  - Indopecten Douglas, 1929 †
  - Jorgechlamys del Río, 2004 †
  - Lamellipecten Dijkstra & Maestrati, 2010
  - Lindapecten Petuch, 1995
  - Mixtipecten Marwick, 1928 †
  - Pseudopecten Bayle, 1878 †